# Lockheed L-10 Electra
Ne doit pas être confondu avec Lockheed L-188 Electra.
Dimensions
Le Lockheed L-10 Electra est un avion de transport de passagers développé dans les années 1930. Bien que moderne pour son époque, il n'a qu'un bref succès auprès des compagnies aériennes, sa capacité trop limitée (dix passagers) lui faisant préférer des avions plus grands comme le Douglas DC-3. Il a cependant une carrière remarquable comme avion de liaison pour militaires (Il est désigné C-36 ou  C-37 selon les versions dans les forces américaines), comme avion privé, comme avion d'affaires, et pour des records. C'est à bord d'un de ces avions qu'Amelia Earhart disparait en 1937.

## Conception et développement
Certains appareils en bois de Lockheed, tel l’Orion, avaient été construits par Detroit Aircraft Corporation avec un fuselage en métal. Toutefois, l’Electra sera le premier avion de Lockheed construit entièrement en métal. Il doit sa conception bimoteur à Lloyd Stearman, et Hall Hibbard. Le nom : Electra, est celui d’une étoile de la constellation des Pléiades. Le prototype exécuta son vol inaugural le 23 février 1934 avec Marshall Headle aux commandes.
Les essais en soufflerie de l’Electra se sont déroulés à l’Université du Michigan, pour la plupart sous la direction d’un étudiant, Clarence Johnson, qui suggéra d’apporter deux modifications à l’appareil : d’abord de passer à un empennage double pour la queue (ce qui deviendra un trait distinctif des avions Lockheed), et d’amincir les bossages d’aile. Ces deux recommandations furent suivies pour la fabrication de l’avion. Après avoir passé son diplôme d’ingénieur, Johnson fut embauché à plein temps par Lockheed, et deviendra le directeur du centre des prototypes de la société, baptisé familièrement les Skunk Works ; il dirigera la mise au point du Lockheed SR-71 Blackbird.

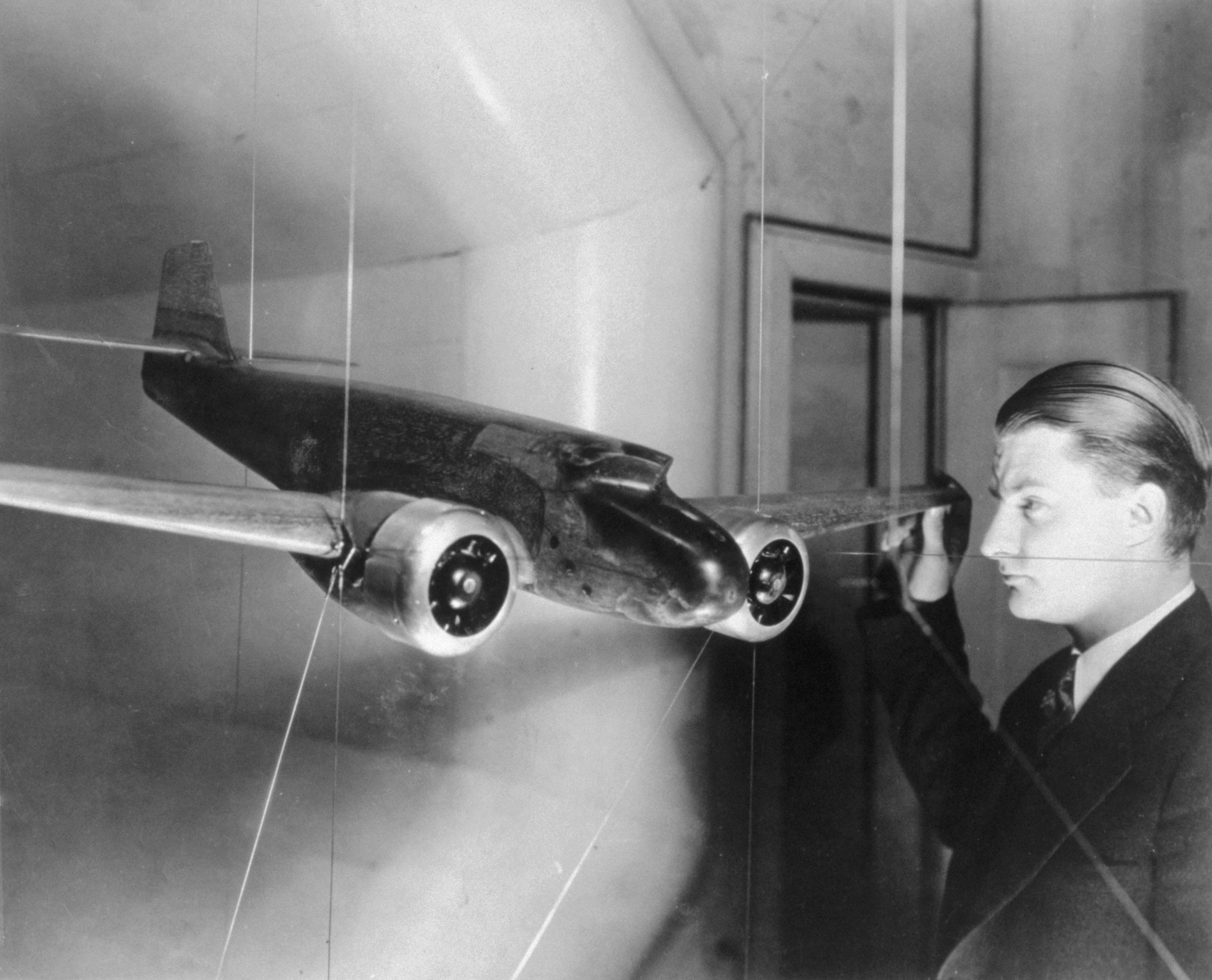
Clarence « Kelly » Johnson teste une maquette de l’Electra à simple empennage vertical dans la soufflerie de l’Université du Michigan.

Le Lockheed Electra fut l’un des premiers avions commerciaux équipé en standard de garde-boues ; jusqu’à l’Electra, seuls les appareils à train d’atterrissage fixe (non-rétractable) en avaient.

## Histoire opérationnelle
Ne transportant que dix passagers, le L-10 est vite jugé trop petit par les compagnies aériennes, qui préfèrent des avions plus grands comme le Douglas DC-3. En revanche, il est populaire pour les lignes d'importance moindre, comme avion privé, comme avion d'affaires, et comme appareil de liaison pour les militaires. 

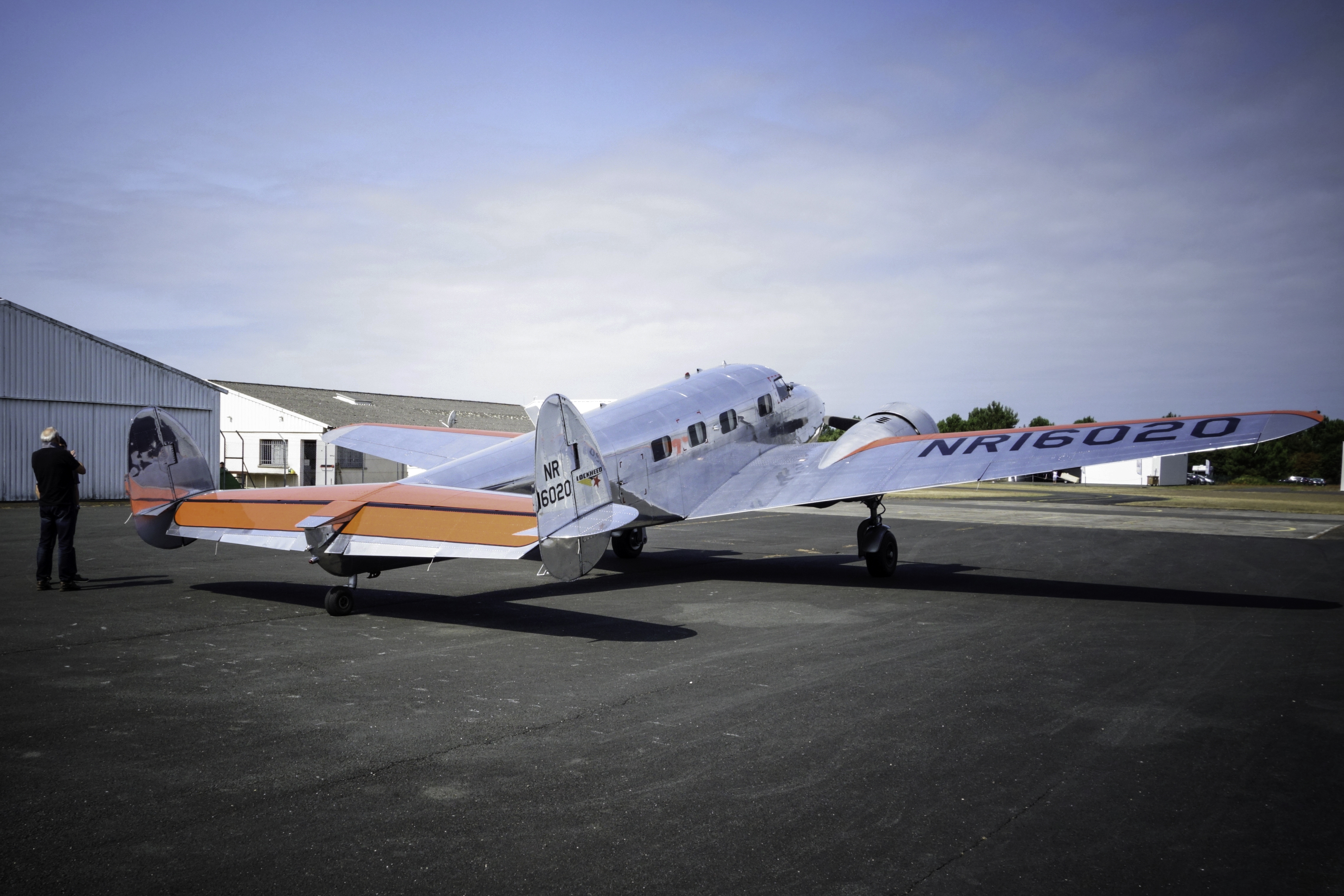
Vue arrière du NR 16020
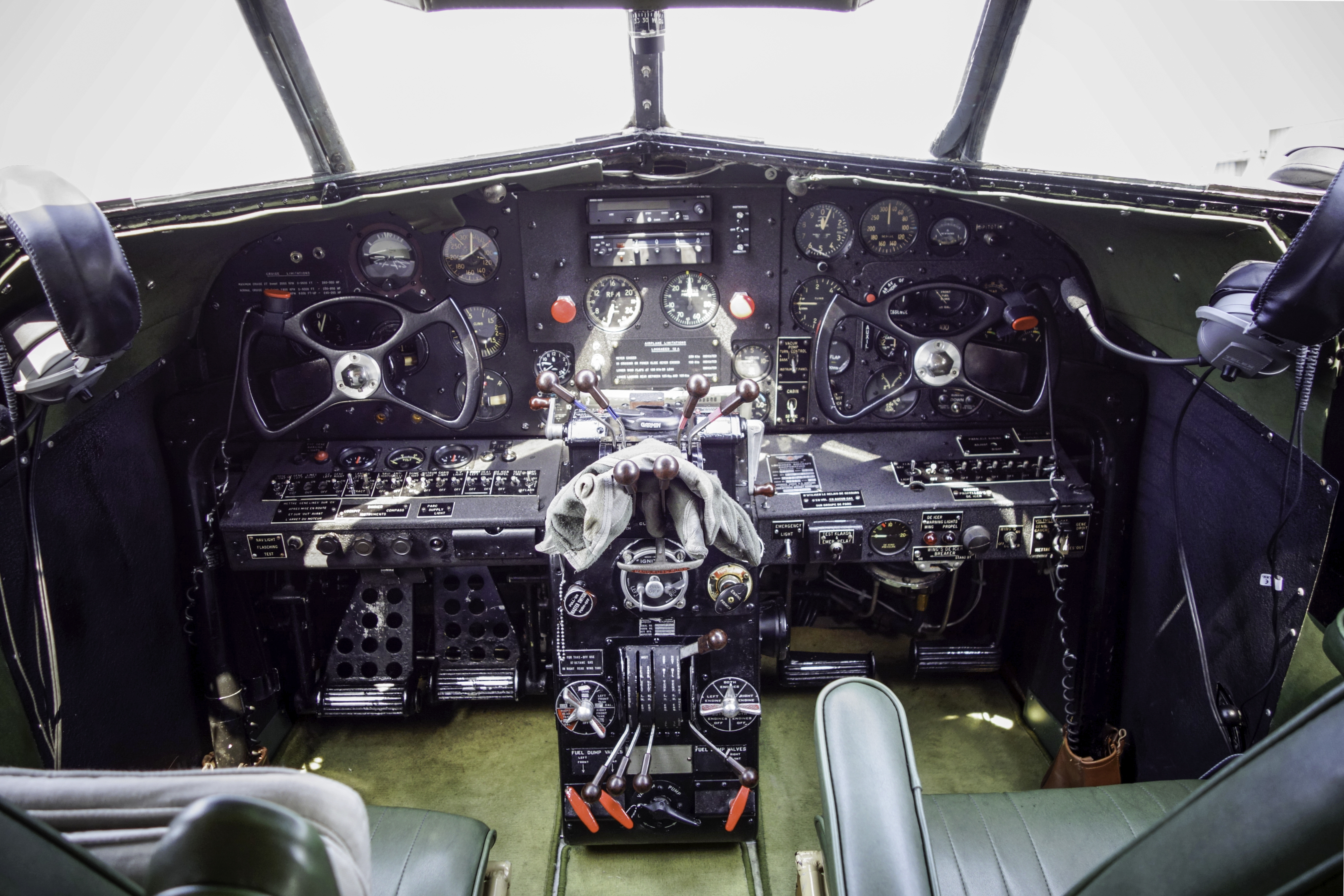
Vue du cockpit du NR 16020
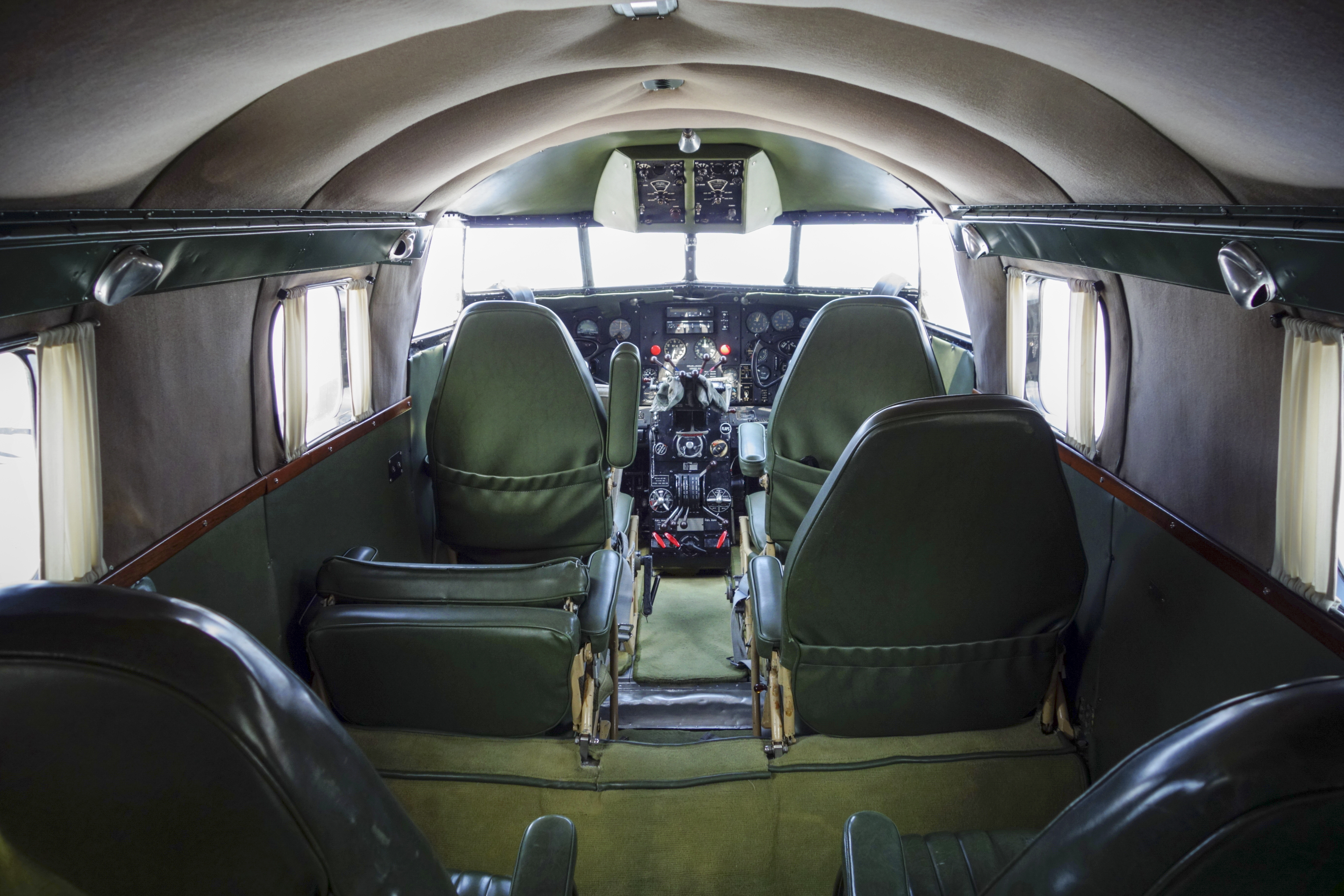
Vue intérieure du NR 16020

## Variantes
- Lockheed L-12 Electra Junior : version plus petite pour six passagers, surtout utilisée comme avion privé[5].
- Lockheed L-14 Super Electra version plus grande, douze passagers, moteurs Wright.
- XC-35 : Modèle unique, démonstrateur technologique à cabine pressurisée

### Militaires

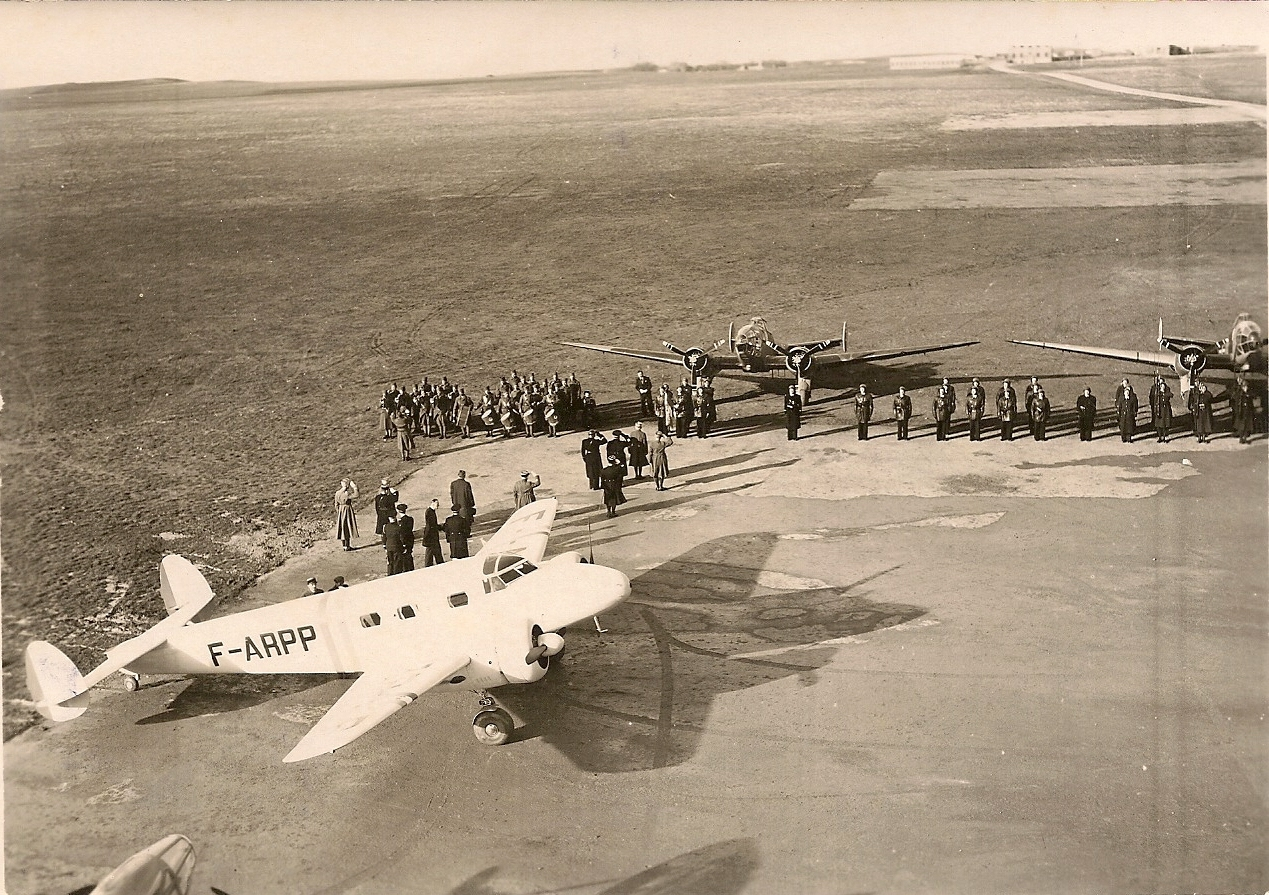
Avion Lockheed Electra F-ARPP de transport militaire français ayant amené le général Maxime Weygand à la base aérienne 144 Sétif (Aïn-Arnat) en Algérie française le 12 juin 1940. De dos, les officiers saluent le drapeau de la base.

## Opérateurs

### Civils
- MacRobertson Miller Airlines

## Sources